# Schwarzhörniger Walzenhalsbock
Der Schwarzhörnige Walzenhalsbock (Phytoecia nigricornis), auch Schwarzgrauer Walzenhalsbock genannt, ist ein Käfer aus der Familie der Bockkäfer und der Unterfamilie Lamiinae.
Die Art wird in der Roten Liste gefährdeter Arten Deutschlands, sowie in den Ländern  Bayern, Rheinland-Pfalz, Sachsen und Sachsen-Anhalt unter der Kategorie 3 (gefährdet) geführt, in Thüringen als stark gefährdet eingestuft. In Brandenburg und  Mecklenburg-Vorpommern gilt sie als von Aussterben bedroht.  In Nordrhein-Westfalen betrachtet man sie als seltene Art, bei der eine Gefährdung anzunehmen ist.

## Bemerkungen zum Namen und Systematik
Die Erstbeschreibung der Art erfolgte 1781 durch  Fabricius im Anhang De species nuper detectarum  (lat. Über neu entdeckte Arten ) zu Species insectorum ... unter dem Namen Saperda nigricornis. In der Beschreibung vergleicht Fabricius die Art mit dem Weißstreifigen Distelbock: Statura omnino S. cardui, at paullo minor. Antennae midiocres totae nigrae (Lat. Seine Statur ist ganz die von Saperda cardui, um etwas kleiner. Die Fühler sind mittellang und ganz schwarz.) Dadurch ist der  Artname „nigricornis“ (von lat. níger, schwarz und córnu Horn, Fühler) sowie der Namensteil „Schwarzhörnig“ zu erklären. Genauer betrachtet sind die Fühler grau behaart, die Behaarung der ersten Glieder ist aber so spärlich, dass die schwarze Färbung klar erkennbar ist. Der Namensteil „Walzenhalsbock“ weist auf den walzenförmige Halsschild hin.
Der Gattungsname Phytoecia ist von  altgr. φυτόν phytón, Pflanze und οικία oikía, Wohnung abgeleitet und besagt, dass die Arten der Gattung auf Pflanzen zu finden sind.  In Europa ist die Gattung Phytoecia durch sechzehn Arten repräsentiert. Weltweit umfasst sie 18 Untergattungen, zur Untergattung Phytoecia Phytoecia werden 40 Arten gerechnet.
|                   |                        |                          |
| Abb. 1: Oberseite | Abb. 2: Frontalansicht | Abb. 3: Klaue Vorderbein |

## Äußere Merkmale
Der besonders beim Weibchen walzenförmige Körper ist schwarz, erscheint aber aufgrund der Behaarung grau oder gelblich. Er  erreicht eine Länge von 7 bis 14 Millimeter.
Der Kopf ist senkrecht zur Körperachse nach unten geneigt. Die Mandibeln enden mit nur einem Zahn. Die Facettenaugen sind durch die Fühlerbasis tief ausgerandet, aber nicht zweigeteilt. Die fadenförmigen, etwas dicken Fühler sind elfgliedrig und erreichen in etwa das Körperende.
Drei Längsstreifen des Halsschildes sind weiß behaart. Der mittlere verläuft vom Scheitel des Kopfes geradlinig zum Schildchen, die seitlichen parallel dazu etwa da, wo der Halsschild seitlich abzufallen beginnt. Auch das Schildchen ist weiß behaart. Der Halsschild ist ohne roten Fleck. Er besitzt seitlich keinen Höcker.
Die schmalen Flügeldecken sind einheitlich grau oder olivbräunlich tomentiert und regelmäßig gekörnt. Sie verjüngen sich nach hinten beim Männchen deutlich, beim Weibchen kaum. Die Spitze der Flügeldecken ist abgestutzt (Abb. 1), nicht abgerundet.
Die Beine sind bis auf die Tarsen der Vorderbeine schwarz, höchstens die Schienen der Vorderbeine können wie die Tarsen heller sein. Die Tarsen erscheinen viergliedrig (pseudotetramer), da das vierte Glied sehr klein und zwischen den Lappen des dritten Gliedes versteckt ist. Der Hinterleib ist kurz, von unten betrachtet nicht länger als der restliche Körper. Wenn der Hinterschenkel parallel zur Körperachse nach hinten gelegt wird, ragt er über den Hinterrand des zweiten Hinterleibssegmentes hinaus. Das erste Glied der Hintertarsen ist kürzer als die beiden folgenden zusammen. Die Vorderhüften weisen auf der Innenseite am Ende einen Zahn auf (in Abb. 2 bei voller Vergrößerung sichtbar). Die Krallen haben an der Basis einen Zahn (Abb. 3).

## Biologie
Die Art kommt in der Krautschicht von offenen, trockenen Habitaten vor, beispielsweise Sandgruben, Weinberge, Steinbrüche und trockene Waldränder. Sie wurde aber auch auf sonnigen Bachauen und Waldwiesen gefunden. Der adulte Käfer erscheint in Mitteleuropa von April bis Juli. Man findet die Tiere auf den Wirtspflanzen. Besonders abends fliegen sie an Waldrändern und Waldwiesen lebhaft umher.
Die Larve entwickelt sich in krautigen Pflanzen (Tanacetum, Solidago Chrysanthemum und Artemisia). Für die Entwicklung benötigt sie ein Jahr.

## Verbreitung
Der Schwarzhörnige Walzenhalsbock ist in Österreich in niederen montanen Lagen verbreitet, aber nicht häufig, in Deutschland nur in der Mitte und im Süden.
Das Verbreitungsgebiet zieht sich jedoch über fast ganz Europa, nur von den meisten Inseln, Portugal, Großbritannien, den Niederlanden und Dänemark liegen keine Fundmeldungen vor. Außerdem ist die Art auch ostpaläarktisch verbreitet.